# Caloscirtus rubripennis
Caloscirtus rubripennis är en insektsart som beskrevs av Bruner, L. 1911. Caloscirtus rubripennis ingår i släktet Caloscirtus och familjen gräshoppor. Inga underarter finns listade i Catalogue of Life.